# تنش پسماند

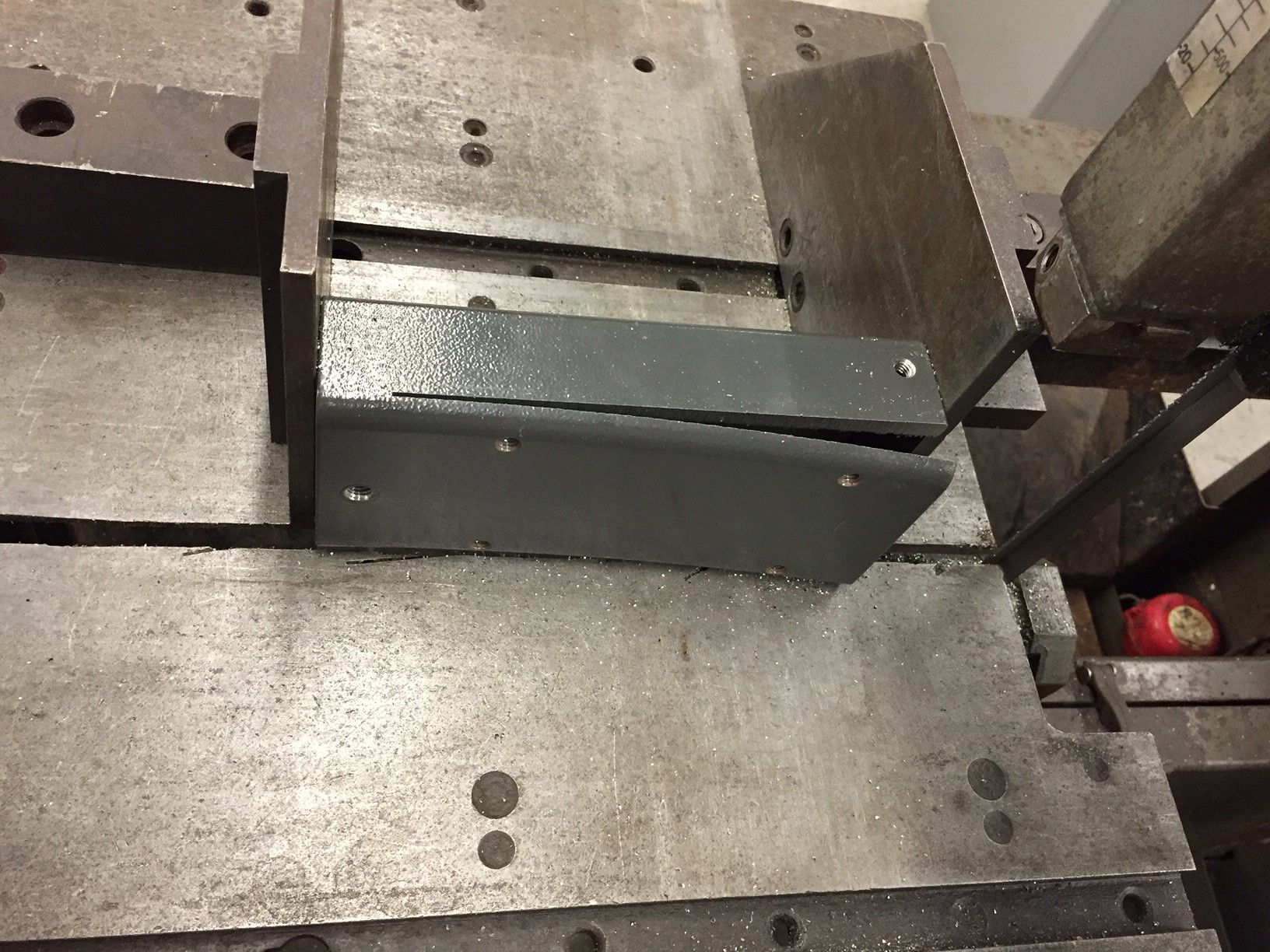
اثر تنش پسماند بر قطعه برش خورده با اره نواری

تنش پسماند تنشی است که پس از زدوده شدن تنش اعمالی به یک جسم جامد، در آن باقی می‌ماند. تنش پسماند می‌تواند مطلوب یا نامطلوب باشد. به عنوان مثال، سختکاری سطحی با لیزر باعث ایجاد تنش پسماند فشاری در قطعه‌های فلزی مانند تیغهٔ موتور توربین می‌شود. همچنین در شیشه‌های مقاوم از آن بهره می‌برند تا نمایشگرهای شیشه ای بزرگ، نازک، ضد ترک و خراش را در تلفن‌های هوشمند تولید کنند. با این وجود، تنش‌های پسماند ناخواسته در یک سازه، می‌توانند باعث خرابی دائمی آن شوند.
تنش پسماند می‌تواند ناشی از سازوکارهای گوناگون مانند تغییر شکل‌های ناکشسان (پلاستیک)، گرادیان دما (طی چرخهٔ حرارتی) یا تغییرات ساختاری (تغییر فاز) باشد. برای نمونه، گرمای ناشی از جوش ممکن است باعث انبساط موضعی شود. هنگامی که قطعه جوش‌کاری شده در حال خنک شدن می‌باشد، بعضی از قسمت‌های آن بیش از سایر قسمت‌ها سرد و منقبض شده، و باعث برجای ماندن تنش پسماند در قطعه می‌شوند. مثال دیگر در هنگام ساخت مواد نیمه رسانا و میکروسیستم‌ها، هنگام قرار گرفتن لایه‌های نازکی که دارای خصوصیات حرارتی و بلوری متفاوتی هستند و تحت شرایط مختلف ساخته شده‌اند نیز مسئله باقی ماندن تنش‌های پسماند به وجود می‌آید. تغییرات تنش در داخل مجموعه‌ای ساخته شده از مواد لایه‌ای نازک می‌تواند بسیار پیچیده باشد. در این موارد، امکان تغییر بین تنش‌های فشاری و کششی از لایه‌ای به لایه دیگر وجود دارد.

## کاربردها

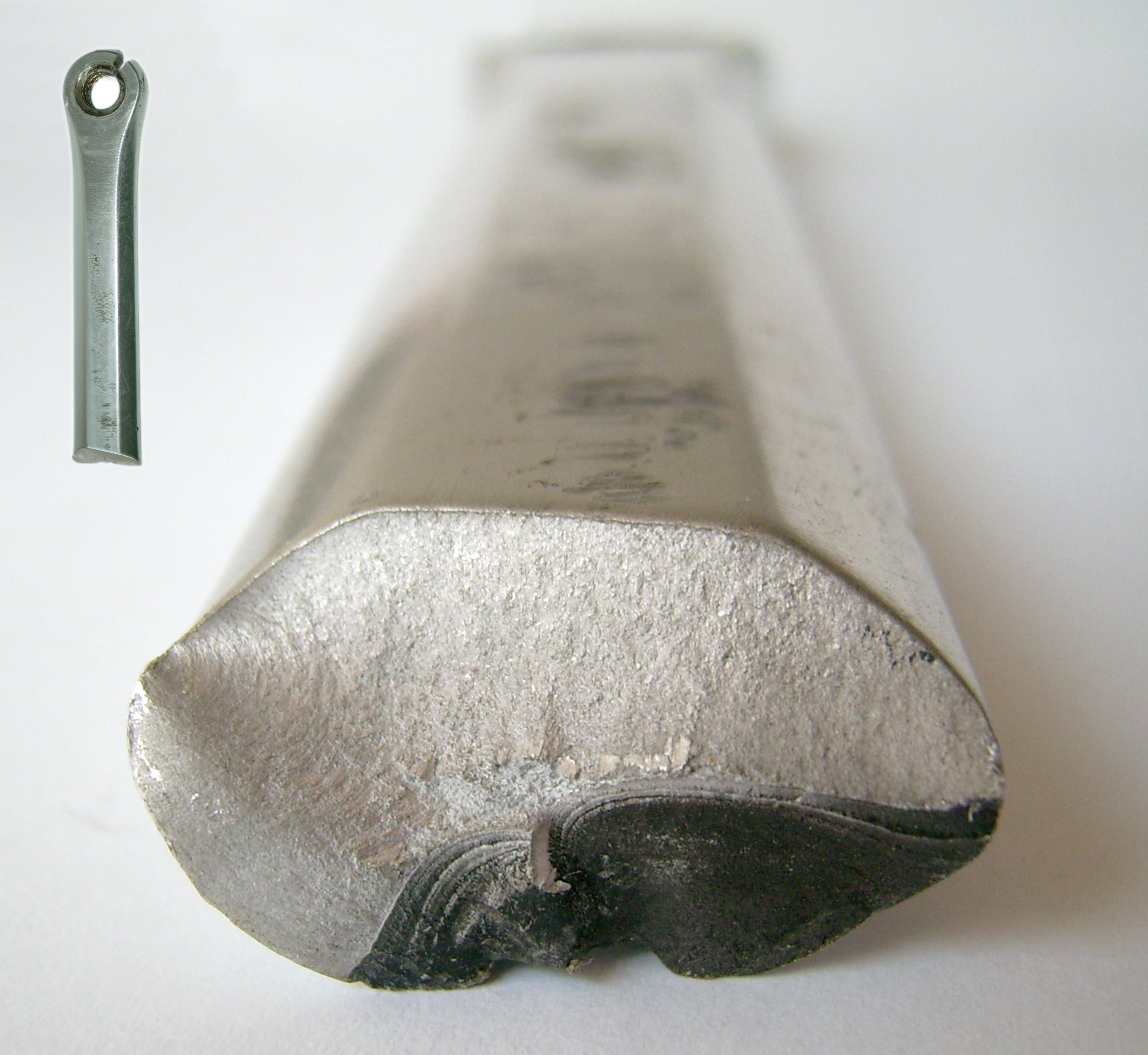
شکست ترد

مواد ترد و شکننده را (همانند شیشه‌های حرارت دیده و بتن پیش تنیده) می‌توان با افزودن تنش پسماند فشاری در آنها مقاوم‌سازی نمود. علت اصلی شکست در مواد شکننده، شکست ترد می‌باشد که با ایجاد ترک‌های اولیه روی ماده آغاز می‌شود. هنگام اعمال یک نیروی کششی خارجی روی این مواد، تنش‌ها در محل‌های نوک تیز ترک متمرکز می‌شوند؛ این تمرکز تنش، تنش‌های کششی در ماده را در نوک ترک‌ها افزایش داده و بدین شکل ترک اولیه به سرعت گسترش می‌یابد و با ادامه این روند، باعث شکست ماده خواهد شد.
ماده‌ای که دارای تنش پسماند فشاری باشد، در مقابل شکست‌های ترد مقاومت می‌کند. دلیل این موضوع، تشکیل ترک‌های اولیه در هنگام اعمال تنش فشاری است. به این ترتیب، به منظور ایجاد شکست ترد در اثر رشد ترک‌های اولیه، تنش کششی خارجی باید بر تنش پسماند فشاری غلبه کند. این امر باید پیش از اعمال تنش کششی مورد نیاز برای گسترش نوک ترک‌ها صورت گیرد.
سازندگان برخی شمشیرها از افت حرارت در فرایند شکل‌دهی مارتنزیت، برای تولید لبه‌های بسیار سخت بهره می‌برند. (به ویژه شمشیرهای کاتانا ژاپنی)
در شیشه‌های حرارت دیده، تنش‌های فشاری بر روی سطح شیشه ایجاد می‌شوند؛ این تنش‌ها با تنش‌های کششی موجود در شیشه در تعادل هستند و یکدیگر را خنثی می‌کنند. با توجه به تنش پسماند فشاری در سطح، شیشه‌های حرارت دیده مقاومت بیشتری در برابر ایجاد ترک دارند. اما با شکستن سطح بیرونی، شیشه به قطعات کوچکی خرد می‌شود.
در نوع خاصی از لوله اسلحه‌های دو لوله، درحالی که لوله درونی تحت فشار است، لوله بیرونی کش می‌آید تا بدین ترتیب از بازشدن ترک‌های اسلحه جلوگیری شود.

## شکست نابهنگام (پیش از موعد)

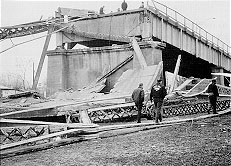
تصویری از فروپاشی پل «silver bridge» در دسامبر سال ۱۹۶۷ میلادی

خنک‌کاری‌های نامساوی قطعات در ریخته‌گری، اثراتی روی آنها می‌گذارند که منتج به تنش‌های پسماند بزرگ در مواد می‌شوند؛ که همان‌طور که در تصویر مشاهده می‌کنید می‌توانند اثرات مخرب و جبران‌ناپذیری را در سازه‌های ما بگذارند.
تنش پسماند در اکثر مواقع علت شکست زود هنگام سازه‌های مهم و حیاتی می‌باشد؛ به همین دلیل این احتمال نیز داده می‌شود که یکی از دلایل فروپاشی و سقوط پل «silver bridge» در ایالات متحده آمریکا در ماه دسامبر سال ۱۹۶۷ میلادی همین موضوع بوده‌است. اتصالات این پل قطعات ریخته‌گری شده‌ای بودند که سطح بالایی از تنش پسماند در آنها وجود داشت؛ که در یکی از آنها با شروع رشد ترک، آغاز شد و با رسیدن سایز آن به اندازهٔ بحرانی (حد)، ناگهان و به‌طور فاجعه‌باری گسترش یافت و از همان لحظه، تمامی سازه طی یک واکنش زنجیره‌ای شروع به شکستن کرد. به علت اینکه کل زمان شکست در کمتر از یک دقیقه رخ داد، ۴۶ راننده و مسافر در دم جان خود را از دست دادند.

## ایجاد تنش پسماند

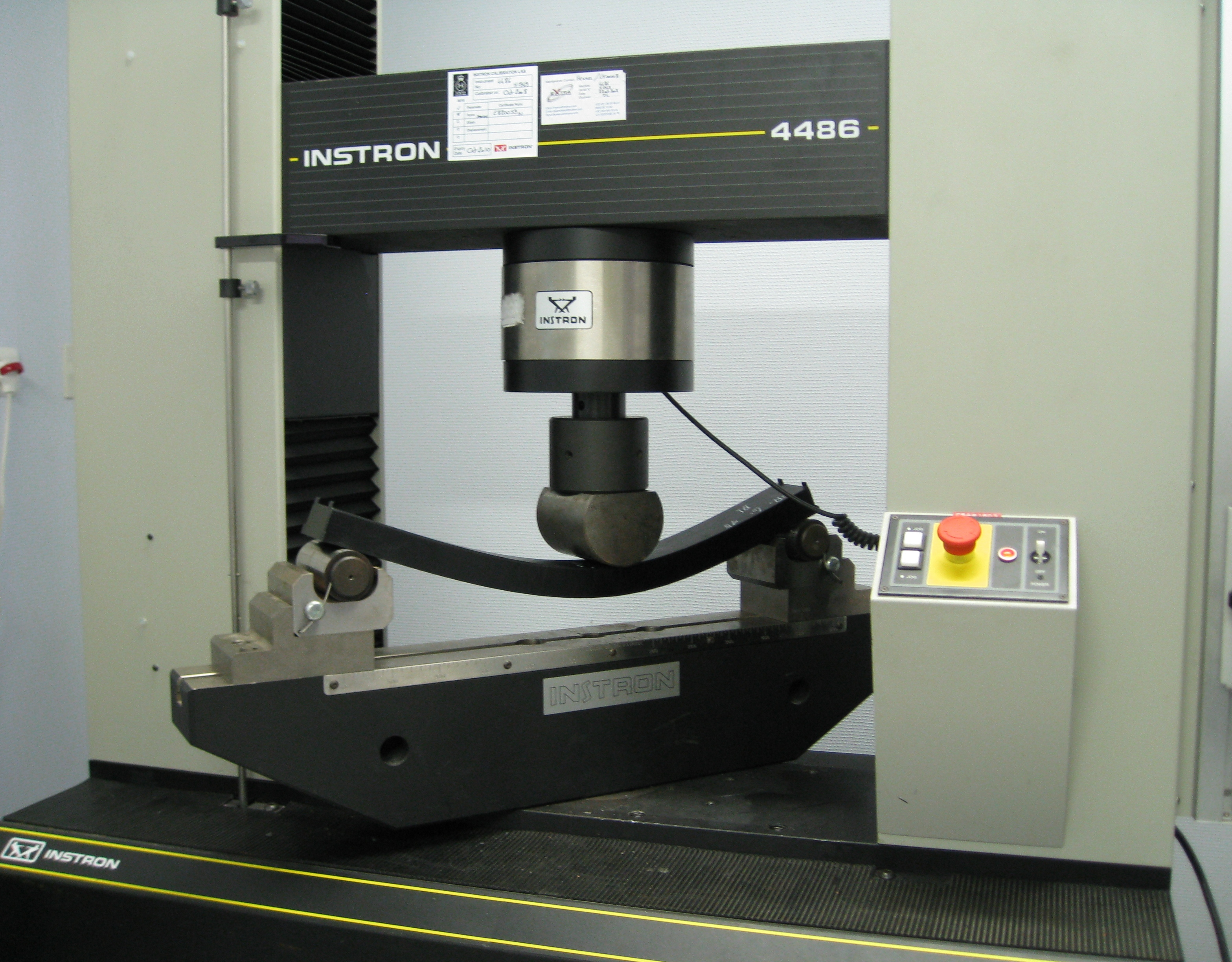
روش خم سه نقطه‌ای برای ایجاد تنش پسماند یکنواخت

روش‌های تکنیکی مختلفی برای ایجاد تنش پسماند یکنواخت در یک تیر وجود دارد؛ برای مثال روشی تحت عنوان خم سه نقطه‌ای (Three point bend) وجود دارد که به شما اجازه می‌دهد تا با اعمال بار بر روی یک تیر با استفاده از یک سیلندر، در آن تنش پیماند یکنواخت ایجاد شود.
علاوه بر این روش، روش دیگری نیز به نام خم چهار نقطه‌ای وجود دارد که مانند روش قبل اما این بار با اعمال نیرو توسط دو سیلندر، تنش پسماند ایجاد می‌شود.

## روش‌های اندازه‌گیری

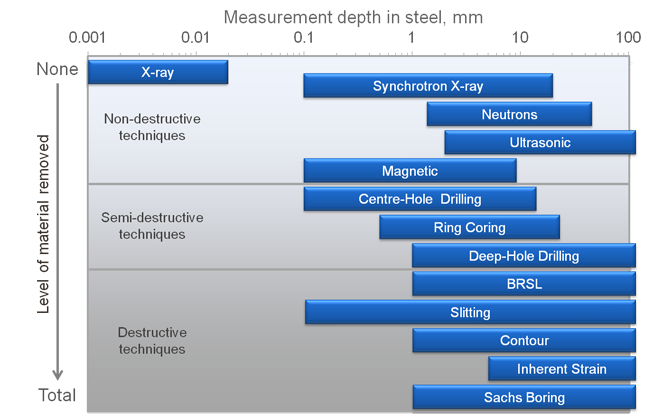
نمودار مقایسه‌ای روش‌های اندازه‌گیری تنش پسماند، نشان دهندهٔ مقیاس اندازه‌گیری، نفوذ و سطح خرابی قطعهٔ اندازه‌گیری شده.

روش‌های متعددی برای اندازه‌گیری تنش پسماند به کار برده می‌شوند که می‌توان آنها را به دسته کلی زیر تقسیم کرد:
- روش‌های مخرب
- روش‌های نیمه مخرب
- روش‌های غیرمخرب

انتخاب تکنیک مناسب و مورد استفادهٔ ما بستگی به اطلاعات مورد نیاز و طبیعت نمونه مورد اندازه‌گیری دارد. همچنین فاکتورهای: ۱-عمق (یا میزان نفوذ) ۲-مقیاس طولی قابل اندازه‌گیری (ماکروسکوپیک، مسوسکوپیک یا میکروسکوپیک) ۳-هندسه نمونه، در انتخاب روش مناسب اهمیت زیادی دارند.

### روش‌های مخرب
روش‌های مخرب منتج به تغییرات ساختاری بزرگ و جبران‌ناپذیری در نمونه آزمایشی می‌شوند. از آنجایی که نمونه‌های استفاده شده در این نوع آزمایش دچار تغییرات ساختاری شدیدی می‌شوند، دیگر نمی‌توان آنها را به چرخه مصرف بازگرداند. از همین رو یا باید ماکتی از آن (مدل آزمایشگاهی دقیق) یا قطعه ای یدکی را به جای قطعه اصلی مورد استفاده قرار دهیم. این روش‌ها از اصل «آزادسازی کرنش» استفاده می‌کنند؛ به همین دلیل است که در ابتدا نمونه مورد آزمایش را برش می‌دهند تا تنش‌های پسماند رها شده و سپس تغییر شکل به وجود آمده را اندازه‌گیری می‌کنند. از آنجایی که اغلب تغییر شکل‌ها الاستیک هستند، لذا میان اندازه تغییر شکل (کرنش) و تنش پسماند آزادشده، رابطه‌ای خطی برقرار می‌باشد. روش‌های مخرب شامل موارد زیر می‌باشند:
- روش کانتور (contour method) : در این روش، با استفاده از تکنولوژی EDM (ماشین‌کاری تخلیه الکتریکی- Electrical Discharge Machining)، تنش پسماند بر روی یک مقطع دوبعدی نمونه و در راستای عمود بر سطح برش اندازه‌گیری می‌شود.[۵]
- برش (slitting) : در این روش تنش پسماند را در راستای ضخامت نمونه و عمود بر برش ایجاد شده اندازه می‌گیرند.[۶]
- حذف/ تقسیم‌بندی/ لایه‌بندی بلوک (Block Removal/Splitting/Layering)[۷]
- Sachs' Boring

### روش‌های نیمه‌مخرب
مشابه روش‌های مخرب، این روش‌ها نیز از اصل «آزادسازی کرنش» بهره می‌برند. با این تفاوت که در این روش‌ها آنها تنها مقدار کمی از ماده را جدا می‌کنند که همین موضوع باعث می‌شود تا یکپارچگی کلی ساختار ماده، سالم یماند. این روش‌ها شامل موارد زیر می‌باشند:
- سوراخ‌کاری عمیق (Deep Hole Drilling) : در راستای ضخامت ماده، با آزادسازی تنش‌ها در مرکز که توسط حفره سوراخ‌کاری شده کوچکی احاطخه شده‌است، تنش پسماند اندازه‌گیری می‌شود.[۸]
- سوراخ‌کاری مرکزی (Centre Hole Drilling) : با آزادسازی کرنش مربوط به حفره کم‌عمق کوچکی که در ماده ایجاد شده، تنش پسماند آن را در نزدیکی سطح جسم اندازه می‌گیریم. این روش برای ایجاد سوراخ‌هایی تا عمق ۴ میلی‌متر مناسب می‌باشد.[۹]
- برش حلقوی (Ring Core) : مشابه روش سوراخ کاری مرکزی است، با این تفاوت که نفوذ بیشتری داشته؛ یه علاوه عملیات برش در اطراف کرنش سنج مشبک صورت می‌پذیرد.[۱۰]

### روش‌های غیرمخرب
روش‌های غیر مخرب، عوامل مؤثر بر رابطه بین تنش‌های پسماند و ویژگی‌های بلور شناختی (crystallographic) مواد را اندازه‌گیری می‌کنند. برخی از آنها با استفاده از پراش تابش الکترومغناطیسی پرانرژی از طریق فاصله شبکه اتمی نسبت به حالت عادی و عاری از تنش، اندازه‌گیری را انجام می‌دهند. روش‌های فراصوت و مغناطیسی، خصوصیات آکوستیک و فرو مغناطیسی مواد را به دست می‌آورند تا با استفاده از این ویژگی‌ها، اندازه‌گیری‌های مربوط به تنش پسماند را انجام داد. این روش‌ها شامل موارد زیر می‌باشند:
- الکترومغناطیس (eStress) : سیستمی مبتنی بر انرژی الکترومغناطیس است که برای اندازه‌گیری تنش پسماند طیف وسیعی از فلزات با اندازه‌های متفاوت در جهت ضخامت آن‌ها مورد استفاده قرار می‌گیرد. اندازه‌گیری به این روش را می‌توان در هر مکانی انجام داد. سرعت این روش اندازه‌گیری ۱ الی ۱۰ ثانیه به ازای هر مکان است.
- پراش نوترون (Neutron Diffraction) : روشی قابل اعتماد با قابلیت اندازه‌گیری در راستای ضخامت ماده است که در اندازه‌گیری به این روش به یک منبع نوترونی (مانند یک رآکتور هسته‌ای) نیاز داریم.
- پراش سینکروترون (Synchrotron Diffraction) : برای انجام آن به سینکروترون نیاز داریم، اما نتایج مفیدی همانند روش‌های eStress و پراش نوترون ارائه می‌دهد.
- پراش اشعه ایکس (X-Ray Diffraction) : یک روش سطحی منحصر به فرد با قدرت نفوذی، تنها تا چند صد میکرون است.
- فراصوت (Ultrasonic) : روشی تجربی است که همچنان کاربردی می‌باشد.
- مغناطیسی (Magnetic) : با ابعاد بسیار منحصر به فرد نمونه‌ها، قابل استفاده می‌باشد.

## آزادسازی تنش پسماند
هنگامی که تنش‌پسماند ناخواسته تحت فرایندهای فلزکاری پیشین ظاهر می‌شود، مقدار این تنش را می‌توان از طریق روش‌های متعددی کاهش داد. این روش‌ها را می‌توان به دو دسته «حرارتی» و «مکانیکی (غیر حرارتی)» طبقه‌بندی کرد.

### روش‌های حرارتی
روش‌های حرارتی شامل تغییر دمای کل قطعه به صورت یکنواخت، چه از طریق گرم کردن یا سرد کردن، می‌باشند. به فرایند گرمادهی قطعات به منظور آزادسازی تنش پسماند، «پخت آزادسازی تنش» (stress relief bake) نیز می‌گویند. خنک سازی قطعات برای آزادسازی تنش نیز به «آزادسازی تنش برودتی» (cryogenic stress relief) معروف است که نسبتاً غیرمعمول می‌باشد.

#### پخت تنش (stress relief bake)

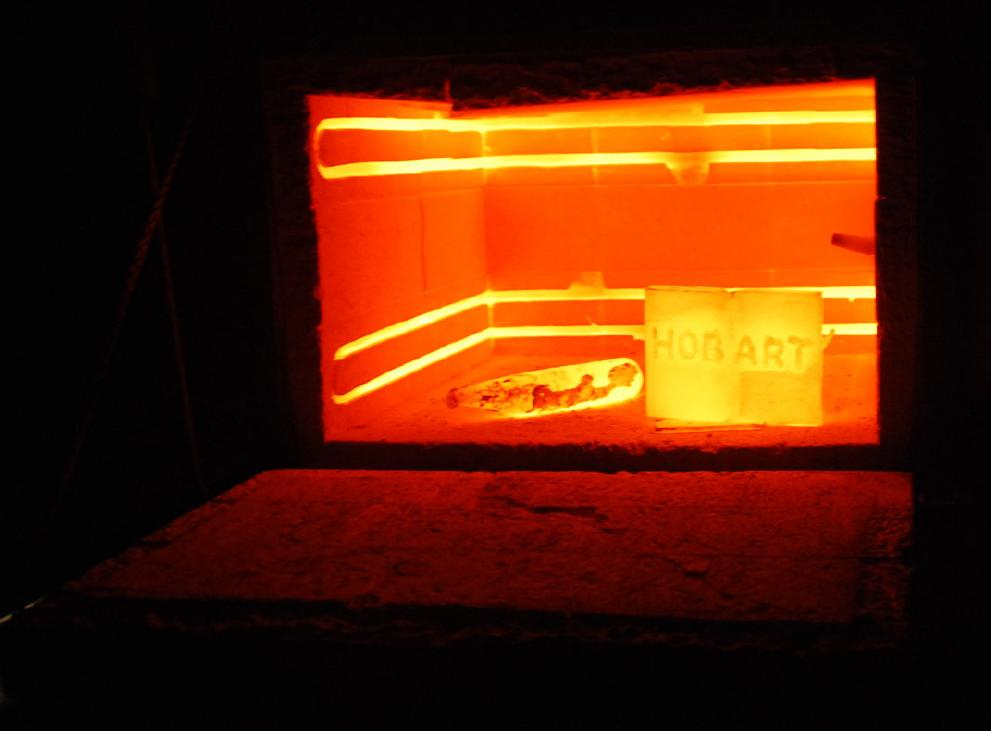
نمونه‌ای از فرایند پخت تنش (stress relief bake)

اکثر فلزات در فرایند گرمادهی با کاهش مقاومت (استحکام) تسلیم (yield strength) مواجه می‌شوند. اگر مقاومت تسلیم ماده در اثر حرارت داده‌شده به مقدار کافی کاهش یابد، محل‌هایی در درون ماده که تنش پسماند آنها بیش از مقاومت تسلیم (در حالت حرارت‌دیده) می‌باشد، تغییر شکل داده یا تسلیم می‌شوند. این کار باعث می‌شود تا ماده در بیشترین حالت، تنش پسماندی معادل استحکام تسلیم در حالت حرارت دیده داشته باشد.
پخت تنش(stress relief bake) را نباید با فرایندهای «آبدیده‌کردن» (tempering) و «بازپخت» (annealing) که جزو روش‌های حرارتی برای افزایش شکل‌پذیری فلز هستند، اشتباه کرد. اگرچه آن فرایندها نیز شامل افزایش دمای فلز و کاهش تنش پسماند آن می‌باشند، اما آنها همچنین خصوصیات متالوژیکی را نیز تغییر می‌دهند.
برای برخی از مواد مانند فولاد کم آلیاژ، باید در حین پخت تنش دقت شود تا از دمایی که ماده به حداکثر سختی می‌رسد فراتر نرود.

#### آزادسازی تنشبرودتی(cryogenic stress relief)

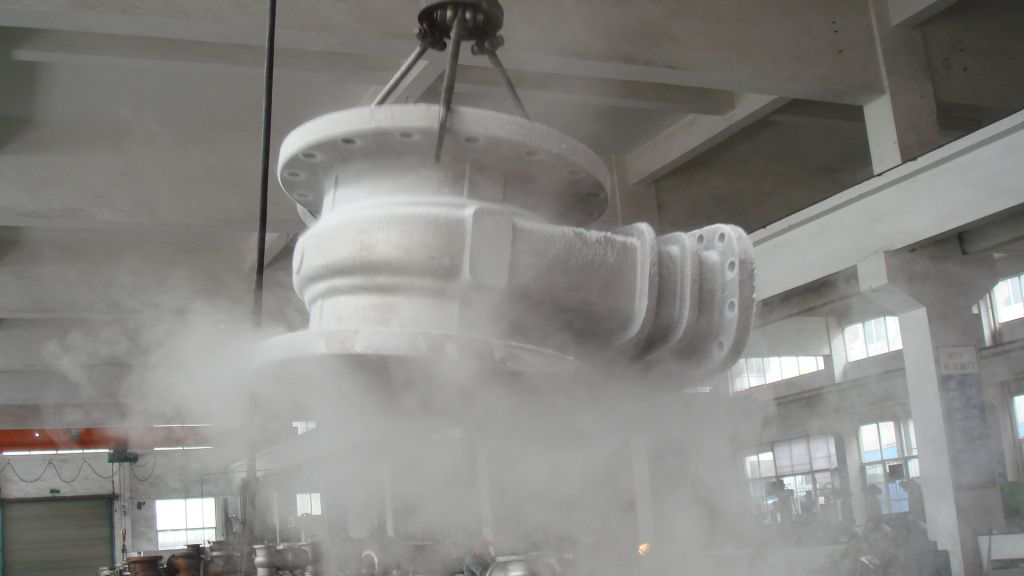
تنش‌زدایی برودتی (cryogenic stress relief) شیر صنعتی

کاهش استرس برودتی شامل قرار دادن ماده (معمولاً فولاد) در یک محیط برودتی مانند نیتروژن مایع است. در این فرایند، ماده ای که از تنش رهایی می‌یابد برای مدت طولانی به دمای برودتی خنک می‌شود و سپس به آرامی به دمای اتاق (بین ۲۰–۲۲ درجه سلسیوس) بازمی‌گردد.

### روش‌های مکانیکی (غیر حرارتی)
روش‌های مکانیکی برای از بین بردن تنش‌های کششی سطحی نامطلوب و جایگزینی آنها با تنش‌های پسماند فشاری مفید شامل ساچمه‌زنی (shot peening) و سختکاری سطحی با لیزر (laser peening) است. در هر یک از این روش‌ها، سطح ماده با یک ماده واسطه دیگر پوشانده می‌شود: در ساچمه‌زنی معمولاً از یک ماده فلزی یا شیشه ای استفاده می‌شود. لایه‌برداری لیزر (لیزر زنی) از پرتوهای شدید نور برای القای امواج ضربه‌ای که در عمق ماده پخش می‌شوند استفاده می‌شود.
از جمله این روش‌های مکانیکی استفاده از امواج فراصوتی و روش‌های ارتعاشی می‌باشد.